# Campionato svizzero di hockey su ghiaccio 1918-1919

## Campionato Internazionale

### Partecipanti
HC Bern · 
 Caux · 
 CP Lausanne · 
 Rosey-Gstaad · 
 Servette · 
 Bellerive Vevey

### Verdetti
| Campionato Internazionale 1918-1919 |
| ----------------------------------- |
| Rosey-Gstaad                        |

## Campionato Nazionale

### Partecipanti
HC Bern · 
 Caux · 
 Château-d'Œx · 
 CP Lausanne · 
 Rosey-Gstaad · 
 Servette · 
 Bellerive Vevey

### Verdetti
| Campionato Nazionale 1918-1919 |
| ------------------------------ |
| Bellerive Vevey                |